# Брюс Девідсон (вершник)
Брюс Девідсон (англ. Bruce Davidson, 31 грудня 1949) — американський вершник.
Олімпійський чемпіон 1976 (командне триборство), 1984 (командне триборство) років, срібний призер 1972 (командне триборство), 1996 (командне триборство) років, учасник 1988 року.
Переможець Панамериканських ігор 1975 (командне триборство), 1995 (індивідуальне триборство) років, срібний призер 1975 (індивідуальне триборство), 1995 (командне триборство) років.
Чемпіон світу з кінного триборства 1974 року в індивідуальному та командному триборстві, 1978 року в індивідуальному триборстві, бронзовий призер 1978 року в командному триборстві, 1990 року в індивідуальному триборстві.